# Escut de Vilajuïga
L'escut oficial de Vilajuïga té el següent blasonament:
Escut caironat: d'atzur, un castell d'argent tancat de sable sobremuntat de 2 banderes faixades d'or i de gules amb les astes d'or passades en sautor. Per timbre, una corona mural de poble.

## Història
Va ser aprovat el 26 d'octubre de 1992 i publicat al DOGC el 4 de novembre del mateix any amb el número 1665.
S'hi veu el castell de Quermançó, situat dins el municipi, i dues banderes encreuades carregades amb les armes d'Empúries (faixat d'or i de gules), ja que el poble pertanyia a aquest comtat.